# TSC Eintracht Dortmund 48/95
Maillots
Dernière mise à jour : 17 avril 2011.
Le TSC Eintracht Dortmund 48/95 est un club sportif allemand localisé à Dortmund, en Rhénanie du Nord/Westphalie.
Avec des sections dans plus de 27 disciplines différentes, le cercle qui compte plus de 5 500 membres est le plus important club sportif de Dortmund.
Il est issu d’une fusion, survenue en 1969, entre le TuS Eintracht Dortmund 1848 et le Dortmunder SC 1895.

## Histoire
Le club puise ses origines dans la fondation le 15 juin 1848, du Turn Verein Eintracht Dortmund par 20 jeunes gens. Il s’agit du plus ancien cercle de la ville de Dortmund.
Le 25 août 1876, le club fut un des premiers à se doter d’une personnalité juridique. Ce fut sous la forme d’une coopérative (en allemand : Korporation). Ce statut est encore le sien de nos jours.
Le 30 octobre 1921, le club devint propriétaire de ses installations dans la Eintrachtstrass. Ce projet fut mené à bien avec l’aide de l’industriel Viktor Toyka. De nos jours, le quartier porte d’ailleurs son nom.
Pendant la dictature nazie, le complexe sportif du club servit de lieu de rassemblement des Juifs avant leur déportation.
Pendant la Seconde Guerre mondiale, le club-house de l’Eintracht Dortmund fut sérieusement endommagé à deux reprises lors de bombardement aériens alliés en mai et en octobre 1944.
En 1945, le club fut dissous par les Alliés, comme tous les clubs et associations allemands (voir Directive n°23). Le club fut reconstitué sous l’appellation Turn-und Sportverein Eintracht Dortmund 1848 ou TuS Eintracht Dortmund 1848.
En 1969, le TuS Eintracht fusionna avec le Dortmunder SC 95.

## Histoire de la section football

### Dortmunder SC 95
La section football de l’actuel TSC Eintracht poursuit la tradition du Dortmunder SC 95, le plus ancien club de football de la ville de Dortmund. La première rencontre officielle fut jouée contre le SuS Schalke 96 (victoire 1-0).
En 1933, le club fusionna avec le Sportfreunde 06 Dortmund pour former le Sportfreunde 95 Dortmund. Cette fusion n’était pas "innocente". Elle se déroula dans le contexte d'une Allemagne où Adolf Hitler et son NSDAP venaient d’arriver au pouvoir en janvier. Le pays se retrouva quasi instantanément placé sous la botte de la dictature. Seule l’hypocrite emphase et l’habilité de la propagande cacha encore l’horreur qu’il allait découler du régime nazi.
La fusion formant le Sportfreunde 95 Dortmund avait pour but de permettre à la ville de Dortmund d’être représentée dans la Gauliga Westfalen, une des seize ligues créées sur ordre des Nazis. Le Sportfreunde 95 en fut un des fondateurs, mais fut relégué à la fin de la première saison. La ville devra alors attendre la montée du BV 09 Borussia pour retrouver un club en Gauliga. Des "Borussen" qui ne quittèrent plus la Gauliga jusqu’au terme de la Seconde Guerre mondiale.
Après la descente de Gauliga, il fut mis fin à la fusion et le club redevint le Dortmunder SC 95.
En 1945, le club fut dissous par les Alliés, comme tous les clubs et associations allemands (voir Directive n°23). Il fut rapidement reconstitué.
En 1956, le Dortmunder SC 95 remporta le titre de la Landesliga Westfalen. Lors du tour final, le club termina 2e derrière le VfB Speldorf et monta en 2. Oberliga West, une ligue alors située au 2e niveau de la hiérarchie. Le cercle resta dans cette division pendant sept saisons, c'est-à-dire jusqu’à la dissolution de cette ligue en 1963. Terminant à la 12e place, le DSC 95 ne fut pas retenu pour rejoindre le nouveau 2e niveau, la Regionalliga West. Il redescendit au 3e étage appelé à cette époque Verbandsliga Westfalen.
En 1969, le Dortmunder SC 95 fusionna avec le TuS Eintracht Dortmund 1848 pour former le TSC Eintracht Dortmund 48/95 et en devenir la section football.

### TSC Eintracht Dortmund 48/95
Le TSC Eintracht Dortmund 48/95 ne se mit jamais en évidence dans les plus hautes ligues régionales. Ayant glissé vers les tréfonds de la hiérarchie, il y resta mais effectua de tous temps un gros travail de formation. Des joueurs comme Karl-Heinz Granitza, Lars Ricken ou encore Stefan Klos furent formés au TSC Eintracht.
En 2010, le TSC Eintracht Dortmund 48/95 évolue en Kreisliga A Westfalen (Dortmund, Groupe 2), soit au 10e niveau de la hiérarchie de la DFB. 